# Honda CB 400
La CB 400 N fue una motocicleta estilo pistera fabricada por Honda en diversos lugares del mundo.

## Historia
Inició su fabricación en suelo brasileño en 1980, cuando existía solamente a través de importación, la CB 400 Four, con motor 4 cilindros en línea. Cuando fue lanzada en junio de 1980, tuvo todo su inventario adquirido. Su dibujo es derivado de la plantilla de dos cilindros disponible en el mercado Europeo y en Estados Unidos.
También se vendió en Argentina y otros países de Latinoamérica.

## Mecánica
Con potencia de 43 cv a 9.500 rpm, par máximo de 33.2 Nm a 8.000 rpm le permitían llegar a una velocidad máxima próxima a 160 km/h y aceleración de 0 a 100 km/h en 7 segundos. Contaba con motor de dos cilindros paralelos, cuatro tiempos, refrigerado por aire y dos carburadores de 32mm, tres válvulas por cilindro, dos para admisión y una para escape y eje de balanceo para anular vibraciones. Contaba con arranque eléctrico y a pedal, cebador (choke) localizado en el panel en vez de próximo al motor.